# УАНЛ Тигрес
Футбольний клуб «Тигрес» автономного університету Нуево-Леона (ісп. Club de Fútbol Tigres de la Universidad Autónoma de Nuevo León) — мексиканський футбольний клуб із міста Монтеррей (штат Нуево-Леон).

## Титули та досягнення

### На міжнародній арені
- Переможець північноамериканської суперліги (1): 2009
- Переможець Ліги чемпіонів КОНКАКАФ (1): 2020

### У Мексиці
- Чемпіон (3): 1978, 1982, 2011(К)
- Віце-чемпіон (3): 1980, 2001(З), 2003(А)
- Володар кубка (2): 1976, 1996
- Фіналіст кубка (1) : 1990

## Найвідоміші гравці
- Томас Бой (1975—1988) — півзахисник, за збірну 52 матча (9 голів).
- Геронімо Барбадільо (1976—1982) — нападник, за збірну Перу 20 матчів (3 голи).
- Карлос Муньос (1982—1995) — півзахисник, за збірну 56 матчів (2 голи).
- Кабіньо (1986—1988) — найкращий бомбардир чемпіонату Мексики.
- Роберт Сібольді (1995—2000) — воротар, за збірну Уругваю 34 матчі.
- Габріель Мендоса (1996—1998) — захисник, за збірну Чилі 36 матчів (1 гол).
- Хав'єр Сааведра (1998—2010) — півзахисник, за збірну 9 матчів.
- Луїс Ернандес (1998—2000) — нападник, за збірну Мексики 85 матчів (35 голів).
- Іван Уртадо (1999—2001) — захисник, за збірну Еквадору 167 матчів (5 голів).
- Хорхе Кампос (1999—2000) — воротар, за збірну 129 матчів.
- Рамон Рамірес (1999—2001) — півзахисник, за збірну 121 матч (15 голів).
- Клаудіо Суарес (2000—2005) — захисник, за збірну 178 матчів (6 голів).
- Альдо де Нігріс (2002—2007) — нападник, за збірну Мексики 17 матчів (8 голів).
- Франсіско Фонсека (2007—2010) — нападник, за збірну Мексики 43 матчі (21 гол).
- Карлос Сальсідо (2011-) — захисник, за збірну 100 матчів (6 голів).